# Саксен-Лауенбурзьке герцогство
Саксен-Лауенбурзьке герцогство (нім. Herzogtum Sachsen-Lauenburg) — герцогство у Північній Німеччині, що існувало в XIII — ХІХ століттях на території Нижньої Саксонії, зі столицею в Лауенбурзі-на-Ельбі (з 1619 року — в Рацебурзі). Займало терени німецького повіту герцогство Лауенбург. У 1296—1803 роках перебувало у складі Священної Римської імперії; у 1803—1814 — в унії з Данією; у 1814—1876 роках — у складі Пруссії та Німецької імперії.

## Назва
- Заксен-Лауенбурзьке герцогство (нім. Herzogtum Sachsen-Lauenburg)
- Лауенбурзьке герцогство (нім. Herzogtum Lauenburg)
- Лауенбурзьке герцогство (нім. Ducatus Lauenburgensis) — офіційна латинська назва.

## Історія

Герб Саксен-Лауенбургу встановлений Леопольдом I Габсбургом в 1671 р.

Герцогство утворилося після того, як імператор Фрідріх I Барбаросса розділив колишнє Саксонське герцогство на герцогство Саксен-Лауенбург і герцогство Саксен-Віттенберг. Столицею герцогства Саксен-Лауенбург стало місто Лауенбург, а 1619 р. столиця була переміщена в Рацебург. Герцоги Саксен-Лауенбургу і Саксен-Віттенберга змагались за право вважатися виборщиками імператора від імені свого саксонського герцогства.
У 1314 році відсутність письмового закону про вибори імператора призвела до того, що було вибрано одразу два імператори: 19 вересня представник Кельна, пфальцграф, герцог Саксен-Віттенберзький і Генріх Хорутанський (вважався королем Богемії) обрали Фрідріха Красивого, а наступного дня виборщики від Майнца та Тріра, герцог Саксен-Лауенбурзький та Іоанн Люксембурзький (також називав себе королем Богемії) проголосували за Людовіка Баварського. Аби уникнути таких непорозумінь, 1356 р. був опублікований імператорський указ, згодом відомий як «Золота булла», в якому був строго прописаний порядок виборів імператора Священної Римської імперії і склад вибірників. Згідно із Золотою буллою, право обирати імператора отримала Віттенберзька гілка Саксонського дому.
Починаючи з XIV століття герцогство Саксен-Лауенбург іменувало себе Нижня Саксонія (нім. Niedersachsen), проте поширеною була й назва Саксонія для позначення територій, що входили в герцогство Саксонія в межах 1180 р. Тому, коли в 1500 році в Священній Римській імперії були утворені імперські округи, округ, до складу якого увійшло герцогство Саксен-Лауенбург з навколишніми територіями, отримав назву «Саксонський округ», а той, до якого увійшло кероване Веттінами Саксонське курфюрство — «Верхньосаксонський округ». Проте термін «Нижня Саксонія» все більше входив у побут, і «Саксонський округ» був перейменований в «Нижньосаксонський округ».
1689 року, зі смертю герцога Юлія-Франца, згасла чоловіча лінія Саксен-Лауенбурзької гілки роду Асканії, проте Саксен-Лауенбурзькі закони дозволяли спадкування і по жіночій лінії. Тому дві живі на той час (із трьох) доньки Юлія-Франца — Анна Марія Франциска і Сибілла Августа — почали боротьбу за спадщину. Цим скористався герцог Георг Вільям князівства Люнебург-Целле, що входило до складу сусіднього Брауншвейг-Люнебурзького герцогства, який вторгся в Саксен-Лауенбург зі своїми військами, перешкодивши сходження на трон законної спадкоємиці Анни Марії Франциски.
Оскільки інші монархії визнали права Анни Марії, то конфлікт почав розростатися, втягнувши сусідні герцогство Мекленбург-Шверін, герцогство Гольштейн, п'ять володінь в Ангальті під керівництвом роду Асканії, курфюрство Саксонію (де з 1422 року також правили представники роду Асканії), Швецію і Бранденбурзьке маркграфство. У бойові дії були залучені Люнебург-Целле і данський Гольштейн, які 9 жовтня 1693 р. погодились, що оскільки Целле де-факто контролює майже все герцогство Саксен-Лауенбург, то воно до нього і перейде, а фортеця в Рацебурзі, укріплена за час панування Целле і спрямована проти Гольштейна, буде зруйнована. Натомість Данський Гольштейн, який захопив Рацебург і зруйнував фортецю, виведе свої війська.
Таким чином майже все герцогство Саксен-Лауенбург (окрім ексклава Хадельн) перейшло до молодшої гілки Вельфів — Ганноверської династії, в той час як законні спадкоємиці — Анна Марія Франциска і Сибілла Августа — які так і не відмовилися від своїх домагань, були вигнані і доживали свій вік в Плосковіцях в Богемії.
Однак імператор Леопольд I відмовив Целле у праві на володіння Саксен-Лауенбургом, і зберіг Хальден, недосяжний для Целле, під своїм заступництвом. Лише в 1728 році його син Карл VI дарував Георгу II Саксен-Лауенберг в льон, остаточно узаконивши захоплення, здійснене наприкінці XVII століття.

## Період Наполеонівських воєн
У 1803—1805 роках герцогство було окуповано французькими військами, які потім пішли воювати з Австрією. Восени 1805 року на початку Війни третього коаліції герцогство було зайнято англійськими, шведськими і російськими військами. В грудні Французька імперія передала Саксен-Лауенбург, яким все одно вже не володіла, Прусському королівству.
1806 року, після розпуску Наполеоном Священної Римської імперії, Пруссія приєдналась до Четвертої коаліції і вступила у війну з Францією. Восени 1806 р. прусські війська були розбиті в битві при Єні та Ауерштадті, Франція знову окупувала Саксен-Лауенбург і включила його до складу свого сателіта — Вестфальського королівства. 1810 року велика частина колишньої території герцогства — за винятком Амт-Нойхауса, що залишилась в складі Вестфалії — була анексована Французькою імперією.

## У складі Німецького союзу і унія з Данією
Після розгрому Франції Віденський конгрес відновив герцогство Саксен-Лауенбург, яке стало членом Німецького союзу. На півночі Європи був проведений обмін територіями: Ганновер отримав колись прусський Східна Фризія, а Пруссія отримала натомість колись Ганноверський Саксен-Лауенбург. 7 червня 1815 р. Пруссія передала Саксен-Лауенбург Данії, аби компенсувати данські претензії на колишню Шведську Померанію, що увійшла до складу Пруссії; додатково до цього Пруссія виплатила Данії 2 600 000 талерів. Саксен-Лауенбурзьке герцогство стало управлятися данськими королями в рамках персональної унії.
1864 року Пруссія окупувала герцогство під час Дансько-Прусської війни. 1865 року збори станів Саксен-Лауенбург запропонувало прусського короля Вільгельма I прийняти титул герцога Саксен-Лауенбурзького. Він погодився, і став правити герцогством в рамках персональної унії. Вільгельм призначив прем'єр-міністра Пруссії Отто фон Бісмарка міністром Саксен-Лауенбургу. 1867 року герцогство увійшло до складу Північнонімецького союзу.

## Інтеграція з Німеччиною
1871 року Саксен-Лауенбурзьке герцогство увійшло до складу об'єднаної Німецької імперії. 1876 року уряд герцогства і збори станів ухвалили рішення про розформування герцогства, що і було зроблено 1 липня 1876 р. Його землі увійшли до складу провінції Шлезвіг-Гольштейн як район «Герцогство Лауенбург».

## Колишні землі герцогства відсутні в сучасному районі «Герцогство Лауенбург»
Крім території сучасного району «Герцогство Лауенбург», до складу герцогства раніше входили й інші землі, в основному розташовані на південь від річки Ельба:
- Смуга землі уздовж південного берега Ельби від Маршахта до Амт-Нойхаусу, яка з'єднувала центр герцогства з його південно-східною частиною. 1814 р. була передана Ганноверському королівству, і тепер є частиною району Гарбург.
- Сам Амт-Нойхаус з територіями по обох берегах Ельби. Був переданий королівству Ганновер 1814 року, і тепер є частиною району Люнебург.
- Екслав Хадельн, розташований в гирлі Ельби. 1689 року був виділений з Саксен-Лауенбургу і був в управлінні як окрема територія під опікою Імперії. 1731 року був приєднаний до Бремен-Фердену, наразі є частиною району Куксгафен.
- Деякі з колишніх територій герцогства, розташованих на північ від Ельби, нині не входять у район «Герцогство Лауенбург», оскільки в листопаді 1945 року відповідно до угоди між Барбером і Лященко вони увійшли до складу радянської зони окупації Німеччини.

## Герцоги Саксен-Лауенбурзькі

### Асканії (1260—1689)
До герцогів включають Бернхарда і його сина Альбрехта, які правили Саксонським герцогством до його розділу на Саксен-Лауенбург і Саксен-Віттенберг.
- 1260—1272 — Альбрехт II, правив разом зі старшим братом Іоанном I (різні джерела дають різні дати закінчення спільного правління)
- 1260—1282 — Іоанн I, правив разом з молодшим братом Альбрехтом II, потім залишив своє володіння малолітнім синам і пішов у францисканський монастир у Віттенберзі
- 1282—1296 — Альбрехт II, після зречення старшого брата правив як хранитель, а після його смерті (1295 р.) — як захисник герцогства для трьох племінників
- 1296—1305 — Іоанн II, правив спільно з братами Альбрехтом III і Еріком I
- 1296—1305 — Альбрехт III, правив спільно з братами Іоанном II і Еріком I
- 1296—1305 — Ерік I, правив спільно з братами Альбрехтом III та Іоанном II

1305 року брати розділили герцогство між собою, утворивши лінії Бергедорф-Мелін і Рацебург-Лауенбург.

#### Бергедорф-Мелін
- 1305—1322 — Іоанн II, одноосібне правління
- 1322—1343 — Альбрехт IV, син попереднього
- 1343—1356 — Іоанн III, син попереднього
- 1356—1370 — Альбрехт V, брат попереднього
- 1370—1401 — Ерік III, брат попереднього

1401 року старша гілка згасла, і Лауенбург об'єднався під лінією Рацебург-Лауенбург.

#### Рацебург-Лауенбург
- 1305—1308 — Альбрехт III, правив спільно з братом Еріком I
- 1305—1338 — Ерік I, правив спільно з братом Альбрехтом III до його смерті в 1308, зрікся в 1338
- 1338—1368 — Ерік II, син попереднього
- 1368—1412 — Ерік IV, син попереднього, з 1401 роки правив спільно з Еріком V і Бернхардом II

1401 року молодша гілка успадкувала Лауенбург і володіння старшої гілки.
- 1401—1436 — Ерік V, син попереднього, до 1412 р. правив разом з батьком, до 1414 року — спільно з братом Іваном IV, З 1426 року — спільно з молодшим братом Бернхардом II
- 1401—1414 — Іоанн IV, брат попереднього, правив спільно з братом Еріком V, до 1412 р. — спільно з батьком
- 1426—1463 — Бернхард II, брат попереднього, З 1426 року правив спільно з братом Еріком V
- 1463—1507 — Іоанн V, син попереднього
- 1507—1543 — Магнус I, син попереднього
- 1543—1571 — Франц I, син попереднього, зрікся на користь сина Магнуса II
- 1571—1574 — Магнус II, син попереднього
- 1574—1581 — Франц I, повернувся на престол змістивши сина Магнуса II
- 1581—1588 — Магнус II, син попереднього, правив спільно з братами Моріцем і Францем II, зрікся в 1588 році
- 1581—1612 — Моріц, правив спільно з братами Магнусом II (до 1588 року) і Францем II
- 1581—1619 — Франц II, правив спільно з братами Магнусом II (до 1588 року) і Моріцем (до 1612)
- 1619—1656 — Август, син попереднього
- 1656—1665 — Юлій-Генріх, син попереднього
- 1665—1666 — Франц-Ердман, син попереднього
- 1666—1689 — Юлій-Франц, брат попереднього

### Вельфи (1689—1803)
Протягом 113 років герцогством правили представники дому Вельфів, однак лише 1728 р. Карл VI дарував їм Саксен-Лауенберг в льон, узаконивши захоплення, здійснене наприкінці XVII століття.

#### Брауншвейг і Люнебург-Целле (1689—1705)
- 1689—1705 — Георг Вільгельм Брауншвейг-люнебурзської

#### Ганноверська династія (1705—1803)
- 1705—1727 — Георг Людвіг, король Великої Британії Георг I
- 1727—1760 — Георг Август, король Великої Британії Георг II
- 1760—1814 — Георг Вільгельм Фрідріх, король Великої Британії Георг III, де-факто зміщений в 1803-05 і 1805-14 рр., проте він зберігав титул герцога і не визнавав ніяких актів Наполеона з цього питання. Лише на Віденському конгресі при повній згоді сторін було вирішено передати титул його племіннику.

### Ольденбурзька династія (1814—1864)
Протягом 50 років герцогство Саксен-Лауенбург, будучи членом Німецького союзу, знаходилося в персональній унії з королівством Данія.

#### Основна лінія (1814—1863)
- 1814—1839 — Фредерік I, король Данії Фредерік VI
- 1839—1848 — Крістіан I, король Данії Крістіан VIII
- 1848—1863 — Фредерік II, король Данії Фредерік VII

#### Глюксбурги (1863—1864)
- 1863—1864 — Крістіан II, король Данії Крістіан IX

### Гогенцоллерни (1865—1876)
Протягом 12 років герцогство Саксен-Лауенбург перебувало в персональній унії з Пруссією, було членом Північнонімецького союзу, входило до складу Німецької імперії.
- 1864—1876 — Вільгельм I, король Пруссії, президент Північнонімецького союзу, імператор Німеччини